# Мазимбаев, Марат Кенебаевич
Марат Кенебаевич Мазимбаев (1 марта 1974 года, Кордай, Жамбылская область, Казахская ССР) — казахстанский боксёр-профессионал, выступавший во второй наилегчайшей весовой категории. Чемпион мира IBA (2005), региональный чемпион WBO (2005) Inter-Continental во втором наилегчайшем весе и претендент на IBF (2007) Inter-Continental в легчайшей категории.

## Биография
Родился 1 марта 1974 года в селе Кордай (Жамбылская область). В четвёртом классе начал заниматься боксом. В 13 лет пришёл первый успех — выиграл первенство республики среди юношей. Сразу после этого  поступил в Республиканское училище олимпийского резерва.Выпускник физкультурного вуза и академии МВД. После того как не сумел попасть на олимпиаду в Сиднее, решил начать профессиональную карьеру. Первый бой на профессиональном ринге  провел в 2001 году. В 2005 году завоевал титулы Чемпиона мира по версии IBA  и интерконтинентального чемпиона мира по версии WBO. Завершил карьеру в 2007 году.Был промоутером. Несколько лет отработал в академии МВД, где преподавал рукопашный бой и самбо. Руководил областной детско-юношеской школой олимпийского резерва № 3 в городе Тараз. С 2013 года возглавляет боксерский клуб «Жамбыл».

## Семья
- С 2001 года женат на Жанат Мазимбаевой. Супруги имеют четверых дочерей.[3][5]